# Pheidole ocypodea
Pheidole ocypodea (лат.) — вид муравьёв рода Pheidole из подсемейства Myrmicinae (Formicidae). Мадагаскар. Видовое название дано в честь Оциподы, гарпии из греческой мифологии, в связи с длинными и острыми шипами проподеальной области мелких рабочих, напоминающими когти. Крупные рабочие (солдаты): задняя поверхность промезонотума отвесная, внутренние гипостомальные зубцы широкие и направлены наружу. Мелкие рабочие: узелок петиоля длинный, постпетиоль почти в 1,5 раза длиннее ширины. Крупные рабочие (солдаты): ширина головы в среднем равна 1,6 мм, длина головы — 1,95 мм, длина скапуса — 0,75 мм. Мелкие рабочие: ширина головы 0,64 мм, длина головы — 0,66 мм, длина скапуса — 0,66 мм. Основная окраска красновато-коричневая. Голова сетчатая у солдат (затылочные доли блестящие) и почти всегда гладкая у мелких рабочих. Всё тело покрыто отстоящими волосками. Стебелёк между грудкой и брюшком состоит из двух члеников: петиолюса и постпетиолюса (последний четко отделен от брюшка). Близок к Pheidole podargea и Pheidole aelloea из группы видов Pheidole ensifera (голова солдат прямоугольная, промезонотум короткий, угловатый и низкий). Вид был описан в 2020 году американским мирмекологом Брайеном Фишером (Калифорнийская академия наук, Сан-Франциско, США) и польским энтомологом Себастьяном Салатой (University of Wroclaw, Вроцлав, Польша).